# Catedral de Altenberg
La Catedral de Altenberg o simplemente Catedral de la Asunción de María (en alemán: Altenberger Dom) Es la antigua iglesia abacial de la Abadía de Altenberg, que fue construida a partir de 1259 en estilo gótico por los cistercienses de la Iglesia católica. Clasificado como patrimonio cultural, se encuentra en Altenberg, ahora parte de Odenthal en el Rheinisch-Bergischer Kreis, Renania del Norte-Westfalia, Alemania. Hasta 1511, la iglesia fue el lugar de entierro de los condes y duques de Berg y los duques de Jülich-Berg.
Muy dañada después de que el monasterio fue disuelto en 1803 debido a la secularización de Alemania, la iglesia fue reconstruida con el apoyo de Friedrich Wilhelm IV de Prusia, quien decretó en 1857 que sirviera simultáneamente como parroquia para la Iglesia católica y para los luteranos de Alemania.
El nombre alemán traduce a veces como la catedral de Altenberg, aunque nunca fue formalmente una catedral, o sede de un obispo.
La iglesia sirve también como lugar de conciertos. De mayo a octubre, se toca música sacra y las vísperas tienen lugar regularmente a las 11:45 a. m. 
El órgano fue construido en 1980 por Klais Orgelbau, Bonn, un instrumento de 6300 tubos, 88 paradas, cuatro manuales y un pedal, con las últimas piezas del pedal agregadas en 2007. El órgano se ha utilizado para conciertos y grabaciones. 

## Véase también

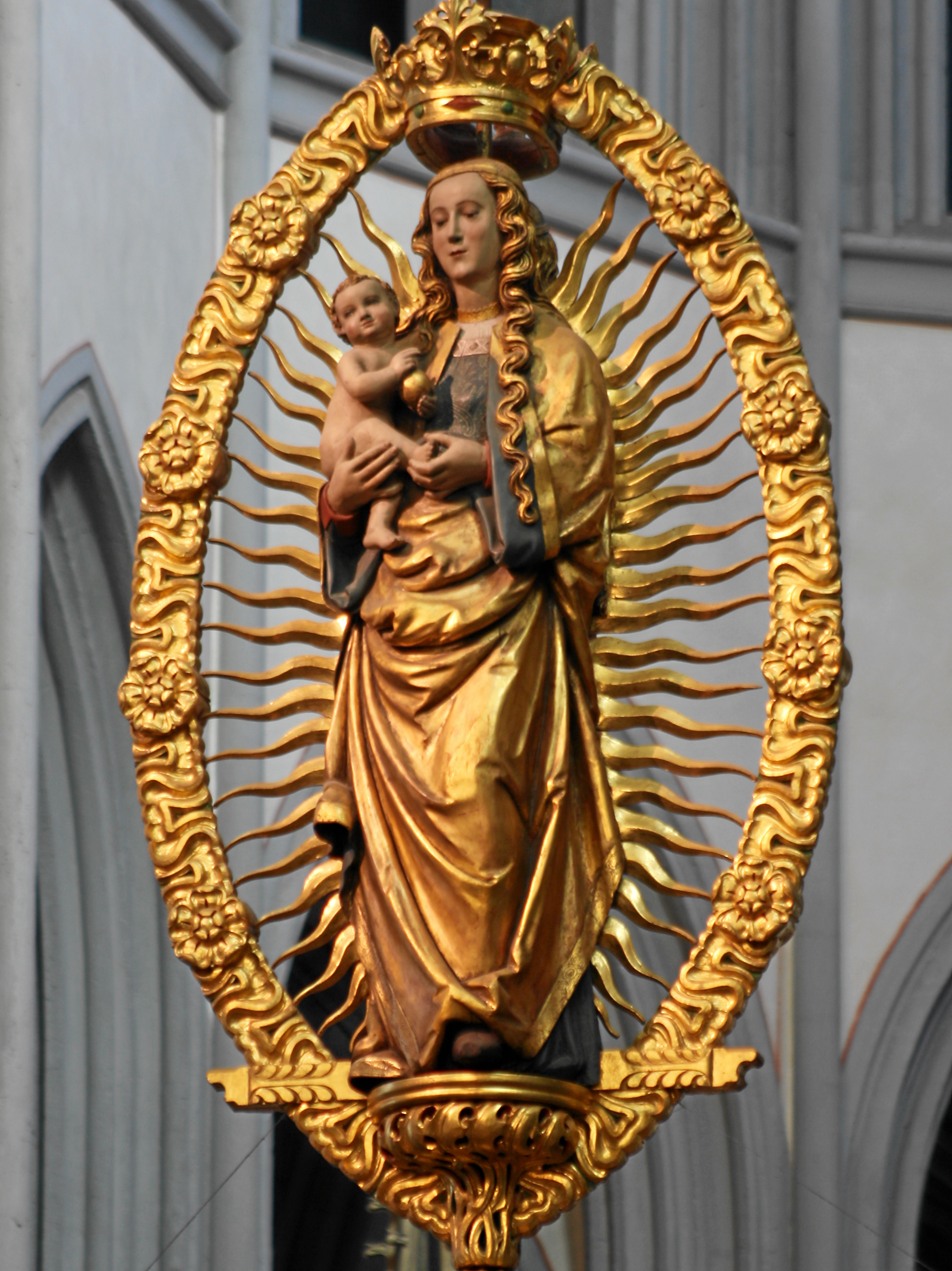
Imagen de la Virgen María dentro de la Iglesia.